# Брајан Дицен
Брајан Дицен (енгл. Brian Dietzen; Берингтон, Илиноис, 14. новембар 1977) амерички је глумац.
Дицен је најпознатији по улози помоћника специјалисте судске медицине Џимија Палмера у ТВ серији Морнарички истражитељи.